# 八雲神社 (鎌倉市西御門)

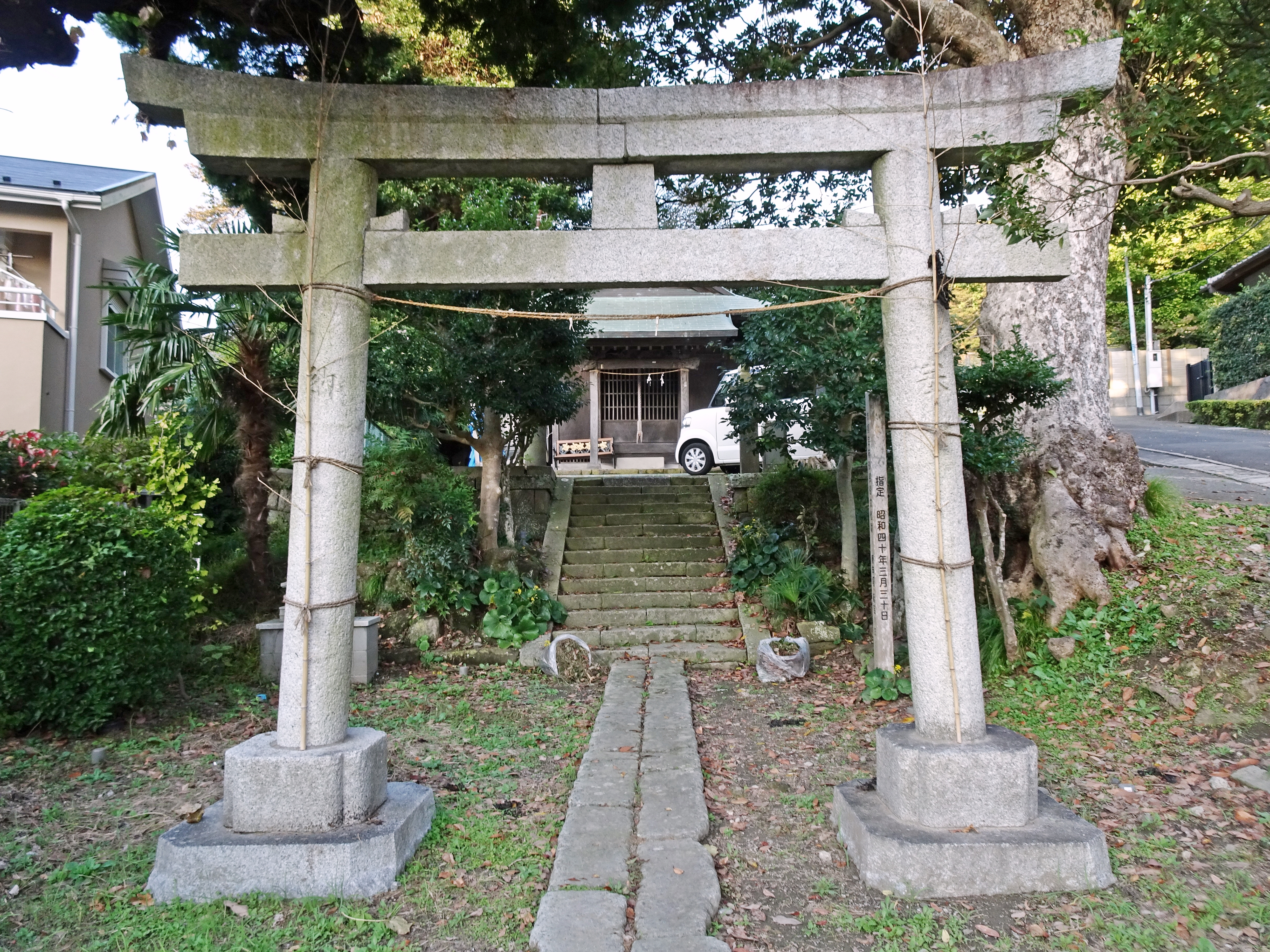
鳥居

八雲神社（やくもじんじゃ）は、神奈川県鎌倉市の神社。

## 歴史
創建年代は不明である。ただ江戸時代後期に編纂された地誌『新編相模国風土記稿』の「字大門の天王社」が当社であると推定されること、また鎌倉市の文化財に指定されている庚申塔に「延宝八年（1680年）」の銘があるから、少なくとも江戸時代前期には既に存在していたものと推測される。
現在の本殿は1832年（天保3年）に建てられたものである。

## 文化財
- 庚申塔（延宝八年銘）（鎌倉市指定有形文化財 昭和40年3月30日指定）[2]

## 交通アクセス
- 鎌倉駅より徒歩22分。